# Adalbert I. (Ivrea)
Adalbert I. genannt der Reiche (* vor 900; † um 923) war der Sohn des Markgrafen Anskar II. von Ivrea und seit etwa 902 dessen Nachfolger. Adalbert I. war einer der Stammväter des Hauses Burgund-Ivrea.

## Leben
Er heiratete in erster Ehe vor 900 Gisela von Friaul (* wohl 880/885; † 13. Juni 910), eine Tochter des Kaisers Berengar I., König von Italien und Markgraf von Friaul. Mit ihr hatte er zwei Kinder:
- Berengar II., * wohl 900; † 6. August 966 in Bamberg[2], um 923 Markgraf von Ivrea, 950 König von Italien, 961 als König abgesetzt
- Bertha, Äbtissin in Modena

Um 915 schloss er mit Ermengard von Tuszien (* wohl 901; † um 29. Februar 932), der Tochter des Markgrafen Adalbert II. der Reiche von Tuszien und der Bertha von Lotharingien, Tochter des Königs Lothar II. (Karolinger) eine zweite Ehe. Aus dieser Ehe hatte er einen zweiten Sohn, Anskar III., † 940, der 937 Markgraf von Camerino und Spoleto wurde.